# 風街ろまん
『風街ろまん』（かぜまちろまん）は、1971年11月20日に発売された、はっぴいえんど通算2作目のスタジオ・アルバム。

## 解説
1964年東京オリンピック以降の開発・近代化で急激に失われゆく「古きよき日本・東京の姿」を「風街」という架空の街にみる、といったテーマが見て取れる。全体的にけだるい空気感がただよう。前作『はっぴいえんど』とくらべると松本隆による詞の世界観、大瀧詠一、細野晴臣、鈴木茂ら作曲陣による楽曲の質ともに洗練されており、はっぴいえんどとしての活動はこのアルバムでほぼ完成したと言っても過言ではない。実際、このアルバムの発表後、グループはほぼ解散状態になっている。
雑誌等でこのアルバムを紹介する際に「内容の良さとメンバーの豪華さとは裏腹に当時は全く売れなかった」などと書かれることが多々あるが、後に細野晴臣が「『風街～』は当時としては結構売れたみたいなんです。ただ、周辺の人間がみんな売り上げというものに興味がなかったから、正式な売上枚数とかは残っていないみたい」とコメントしている。また、この作品は一連の日本語ロック論争に終止符を打ったとも言われる。
録音は東芝音楽工業を退社した直後の、吉野金次が担当しており、吉野の音作りが少なからずアルバムの作風を決定している。しかし、「春らんまん」を除く大瀧ボーカル曲は吉野ではなく、近藤むさしが録音を担当。この近藤むさしとは、ビクター音楽産業（当時）専属のエンジニアだった梅津達男の事で、ビクター以外での仕事では本名が使えない為、大瀧が近藤勇と宮本武蔵から考えた「近藤むさし」としての参加であった。
クレジットにある“AQUENT AND FRIEND  –  岩井宏, 三浦光輝, GG”との記述は、大瀧がプロデュースとディレクションのクレジットをはっぴいえんどにしようと主張したことと関係があるという。大瀧は「1枚目のアルバムには秦政明という知らない名前がプロデューサーとしてクレジットされてあったの。この人はアート音楽出版の社長で、どれにも“プロデュース=秦政明”と書いていたらしい。だけど、1回もスタジオに来たことがないじゃないか。なんで何もやっていないやつをプロデューサーのクレジットにしてるんだと、俺が頑強に抗議した。もちろんメンバー全員賛同した。向こうは社名を入れることで手を打ったんじゃないのかな、今にして思えば。アート音楽出版の担当・岩井宏さんは、何としても名前を入れたかったはずで、おそらくは“ディレクター”と書きたかった。だから、ディレクターは現場か会社の名前にしたいと彼らは申し出ているはずなんだよ。でも、ディレクションされた覚えがないんでそれもやめてくれ、と。そこでアクエントとかいう名義を誰かが考え出したんだと思う」と答えている。また、本作では1曲ごとにプロダクション関係者の名前が書いてあるのは、基本的には大瀧の意向だという。
後に収録曲全曲のマルチテープが残っている事が判明した。

## アートワーク
メンバー4人の顔を配したジャケットについて、撮影を担当した野上眞宏によれば、メンバーには大変評判が悪かったという。この時アート・ディレクターは特におらず、『はっぴいえんど』での林静一同様に本作でも人気のある漫画家を起用して表面には精密な路面電車のジャケットを、裏面にはメンバーの写真を入れるつもりだった。1971年9月、野上も松本に同行して三鷹の宮谷一彦のアトリエを訪ねたところ、宮谷は白をバックにメンバーの顔が浮いているようなシンプルなデザインでいこうと言い出し、当初の案だった宮谷による路面電車のイラストは見開きジャケットの内側に入ることになった。元になる写真を野上が撮影することがその場で決まり、さっそく六本木のアート・センター・スタジオで翌10月に撮影が行われた。野上は、当時ニューヨークで活動していた小原ケン制作による『One』という、顔だけの写真集の事を雑誌『カメラ毎日』で知り、素晴らしいアイデアだと思っていたところだったので、それをイメージしながら撮影したという。顔だけをフラットなライティングと、その反対に思い切りサイドから光を当てた2タイプで撮影。前者をハイコントラストの印画紙を使って顔の輪郭をぼかして焼き、そのプリントの上に宮谷が鼻筋などをはっきりさせるために描き込んだ。野上が撮影した元の写真は、1999年リリースのシングル「あしたてんきになあれ」のジャケットに使用された。また、ジャケット裏面の写真は、野上が西海岸のロック・グループのレコード・ジャケットをイメージしながら撮影したもの。撮影は、後に細野晴臣も住むことになる稲荷山公園の“アメリカ村”。はっぴいえんどのメンバーを一日中連れ回して、かなりのカットが撮影された。マネージャー石浦信三の顔をクリップで留めるというアイデアは、やはり宮谷から出されたものだった。また、見開きジャケットの内側には、松本隆書き下ろしによる詩「風狂い」が掲載されている。

## 収録曲

### A-風
1. 抱きしめたい  –  (3:32)
作詞：松本隆、作曲：大瀧詠一
この曲が1曲目になったのは、イントロにあるという。大瀧によればイントロは後付けではなく、最初からついていた。大瀧は「ウラ拍と思わせておいてオモテ拍みたいなのがあるけど、そんな単純な作りじゃない。俺と細野さんのベース、松本のドラム、三人三様でインテンポに戻るところが別なの。だから、えもいえない複雑なイントロになって、1曲目にするにはいいなと思ったね。ただ、練習の時には3人ともうまくいかなくて、皆で“ああっ! ううっ!”なんてうなってた」[book 3]という。
2. 空いろのくれよん  –  (4:05)
作詞：松本隆、作曲：大瀧詠一
3. 風をあつめて  –  (3:50)
作詞：松本隆、作曲：細野晴臣
4. 暗闇坂むささび変化  –  (1:51)
作詞：松本隆、作曲：細野晴臣
原題は「ももんが」。暗闇坂は麻布にある坂であり、松本の東京へのノスタルジアを端的に現した曲である。
5. はいからはくち  –  (2:58)
作詞：松本隆、作曲：大瀧詠一
シングル「12月の雨の日 / はいからはくち」のB面にも収録されているが、このLPバージョンとは異なるバージョンである。お囃子が終わったところで入る多羅尾伴内（大瀧の変名）による「ハイカラ・イズ・ビューティフル」という英語のMCは、当時流行していた「フジカラー・イズ・ビューティフル」というコマーシャルのパロディ[book 4]。間奏に松本のドラムソロがある。
6. はいから・びゅーちふる  –  (0:38)
作詞・作曲：多羅尾伴内

### B-街
1. 夏なんです  –  (3:11)
作詞：松本隆、作曲：細野晴臣
後にシングル「花いちもんめ / 夏なんです」のB面としてシングル・カット。
2. 花いちもんめ  –  (4:09)
作詞：松本隆、作曲：鈴木茂
細野・大瀧からの作曲要請を受けた鈴木のデビュー作。後にシングル・カット。
3. あしたてんきになあれ  –  (2:11)
作詞：松本隆、作曲：細野晴臣
1999年にシングル・カット。
4. 颱風  –  (6:26)
作詞・作曲：大瀧詠一
5. 春らんまん  –  (2:32)
作詞：松本隆、作曲：大瀧詠一
「春よ来い」のアンサー・ソング[book 5]。後に大瀧は「（はっぴいえんどが活動した）70年から73年っていうのが敗北というか挫折の時代というわけではないけども、松本さんに言わせると、はっぴいえんどは<春よ来い>と言ってしまったので<春らんまん>で春は来やしないって歌った、と。それが一つの風潮を象徴して。それがその3年間だったんだろうけどもね」[book 6]と話している。1997年発売の大滝のシングル『幸せな結末』のカップリング『Happy Endで始めよう』の歌詞にある“夏らんまん”は、この曲から考え出された。
6. 愛餓を  –  (0:39)
作詞：松本隆、作曲：大瀧詠一
ヴァレンタイン・ブルー時代に作られていた曲。2番が「あかさたな」で3番が「いろはにほ」だったというが録音は確認されていない[book 7]。

## クレジット
| 風 A-1 |  | [抱きしめたい] (詞：松本 – 曲：大瀧)                | [抱きしめたい] (詞：松本 – 曲：大瀧)         |
|        |  | PRODUCTION – 大瀧                                   |                                              |
|        |  | ACOUSTIC GUITAR, VOCAL, CHORUS – 大瀧               |                                              |
|        |  | BASS, PIANO, ORGAN – 細野                           |                                              |
|        |  | ELECTRIC GUITAR, CHORUS – 鈴木                      |                                              |
|        |  | DRUMS, CHORUS – 松本                                |                                              |
|        |  | MIX by 近藤武蔵. REC on July 22nd                   |                                              |
|        |  |                                                     |                                              |
| 2      |  | [空いろのくれよん] (詞：松本 – 曲：大瀧)            | [空いろのくれよん] (詞：松本 – 曲：大瀧)     |
|        |  | PRODUCTION – 大瀧                                   |                                              |
|        |  | ACOUSTIC GUITAR, VOCAL I, CHORUS – 大瀧             |                                              |
|        |  | BASS, PIANO – 細野                                  |                                              |
|        |  | STEEL GUITAR – 駒沢                                 |                                              |
|        |  | DRUMS – 松本                                        |                                              |
|        |  | MIX by 近藤. REC on July 25th                       |                                              |
|        |  |                                                     |                                              |
| 3      |  | [風をあつめて] (詞：松本 – 曲：細野)                | [風をあつめて] (詞：松本 – 曲：細野)         |
|        |  | PRODUCTION – 細野                                   |                                              |
|        |  | ACOUSTIC GUITAR, BASS, ORGAN, VOCALS – 細野         |                                              |
|        |  | DRUMS – 松本                                        |                                              |
|        |  | MIX by 吉野金次. REC on Sept. 6th                   |                                              |
|        |  |                                                     |                                              |
| 4      |  | [暗闇坂むささび変化] (詞：松本 – 曲：細野)          | [暗闇坂むささび変化] (詞：松本 – 曲：細野)   |
|        |  | PRODUCTION – 細野                                   |                                              |
|        |  | ACOUSTIC GUITAR, BASS, VOCAL I – 細野               |                                              |
|        |  | FLAT MANDLIN – 宇野主人                             |                                              |
|        |  | CHORUS – 大瀧                                       |                                              |
|        |  | DRUMS – 松本                                        |                                              |
|        |  | MIX by 吉野. REC on Sept. and Aug. 29th             |                                              |
|        |  |                                                     |                                              |
| 5      |  | [はいからはくち] (詞：松本 – 曲：大瀧)              | [はいからはくち] (詞：松本 – 曲：大瀧)       |
|        |  | PRODUCTION – 大瀧                                   |                                              |
|        |  | ELECTRIC GUITAR, GUIRO, CHIME, VOCAL, CHORUS – 大瀧 |                                              |
|        |  | BASS, CLAVES, CHORUS – 細野                         |                                              |
|        |  | ELECTRIC GUITAR, COW-BELL, CHORUS – 鈴木            |                                              |
|        |  | DRUMS, CONGA, COW-BELL – 松本                       |                                              |
|        |  | MIX by 近藤. REC on July 25th                       |                                              |
|        |  |                                                     |                                              |
| 6      |  | [はいから･びゅーちふる] (詞,曲：多羅尾伴内)         | [はいから･びゅーちふる] (詞,曲：多羅尾伴内)  |
|        |  | PRODUCTION – 多羅尾伴内                             |                                              |
|        |  | DEN-DEN DAIKO, TALKING – 多羅尾                     |                                              |
|        |  | COW-BELL – 細野                                     |                                              |
|        |  | TAIKO – 松本                                        |                                              |
|        |  | SIDE GUITAR – 大瀧                                  |                                              |
|        |  | SLIDE GUITAR – ほしいも小僧                         |                                              |
|        |  | CHORUS – はっぴいえんど                             |                                              |
|        |  | MIX by 近藤, 山崎 REC on May 12th, Aug 23rd         |                                              |
|        |  |                                                     |                                              |
| 街 B-1 |  | [夏なんです] (詞：松本 – 曲：細野)                  | [夏なんです] (詞：松本 – 曲：細野)           |
|        |  | PRODUCTION – 細野                                   |                                              |
|        |  | ACOUSTIC GUITAR, BASS, ORGAN, VOCAL, CHORUS – 細野  |                                              |
|        |  | ELECTRIC GUITAR – 鈴木                              |                                              |
|        |  | DRUMS – 松本                                        |                                              |
|        |  | MIX by 吉野. REC on Sept. and Aug. 29th             |                                              |
|        |  |                                                     |                                              |
| 2      |  | [花いちもんめ] (詞：松本 – 曲：鈴木)                | [花いちもんめ] (詞：松本 – 曲：鈴木)         |
|        |  | PRODUCTION – 鈴木. 林立夫                           |                                              |
|        |  | ELECTRIC GUITAR, VOCALS – 鈴木                      |                                              |
|        |  | BASS, PIANO, ORGAN – 細野                           |                                              |
|        |  | CHORUS – 大瀧                                       |                                              |
|        |  | DRUMS – 松本                                        |                                              |
|        |  | MIX by 吉野. REC on Sept. 11th                      |                                              |
|        |  |                                                     |                                              |
| 3      |  | [あしたてんきになあれ] (詞：松本 – 曲：細野)        | [あしたてんきになあれ] (詞：松本 – 曲：細野) |
|        |  | PRODUCTION – 細野・鈴木                             |                                              |
|        |  | BASS, PIANO, SMOKY-STYLE VOCALS – 細野              |                                              |
|        |  | CHORUS – 大瀧                                       |                                              |
|        |  | ELECTRIC GUITAR – 鈴木                              |                                              |
|        |  | DRUMS – 松本                                        |                                              |
|        |  | MIX by 吉野. REC on Sept. 2nd                       |                                              |
|        |  |                                                     |                                              |
| 4      |  | [颱風] (詞,曲：大瀧詠一)                            | [颱風] (詞,曲：大瀧詠一)                     |
|        |  | PRODUCTION – 多羅尾伴内                             |                                              |
|        |  | VOCAL – 大瀧                                        |                                              |
|        |  | WOW GUITAR – 鈴木                                   |                                              |
|        |  | MOUTH HARP – シバ                                   |                                              |
|        |  | BASS – 細野                                         |                                              |
|        |  | DRUMS – 松本                                        |                                              |
|        |  | MIX by 吉野. REC on Sept. 12th                      |                                              |
|        |  |                                                     |                                              |
| 5      |  | [春らんまん] (詞：松本 – 曲：大瀧)                  | [春らんまん] (詞：松本 – 曲：大瀧)           |
|        |  | PRODUCTION – 大瀧                                   |                                              |
|        |  | ACOUSTIC GUITAR, VOCAL, CHORUS – 大瀧               |                                              |
|        |  | ACOUSTIC GUITAR, BASS, CHORUS – 細野                |                                              |
|        |  | ELECTRIC and ACOUSTIC GUITAR – 鈴木                 |                                              |
|        |  | MOUTH HARP – シバ                                   |                                              |
|        |  | DRUMS – 松本                                        |                                              |
|        |  | MIX by 吉野. REC on Aug. 22nd                       |                                              |
|        |  |                                                     |                                              |
| 6      |  | [愛餓] (詞：松本 – 曲：大瀧)                        | [愛餓] (詞：松本 – 曲：大瀧)                 |
|        |  | PRODUCTION – 多羅尾伴内                             |                                              |
|        |  | ACOUSTIC GUITAR, VOCAL – 大瀧                       |                                              |
|        |  | MIX by 近藤. REC on Aug. 23rd                       |                                              |

### スタッフ
| PRODUCED                                 | by はっぴいえんど アート音楽出版 |
| DIRECTED                                 | by はっぴいえんど                |
| MANAGEMENT and SPIRITUAL GUIDANCE        |                                  |
|                                          | by 石浦信三                      |
| AQUENT AND FRIEND – 岩井宏, 三浦光輝, GG |                                  |
| RECORDED at MOURI-STUDIO                 |                                  |
| JACKET DIRECTION and POEM '風狂い'       |                                  |
|                                          | by 松本隆                        |
| JACKET DESIGN and ILLUSTRATION           |                                  |
|                                          | by 宮谷一彦                      |
| COVER PHOTO by 野上真宏                  |                                  |
| THANKS TO                                | 高田渡, 野地義行, 小坂忠         |
|                                          | for GUITARS                      |

## カバー

### 風をあつめて
- 詳細は「風をあつめて」を参照。

### はいからはくち
- 泉谷しげる  –  編集盤『全身全霊〜Life to soul〜』（1996年）
- カーネーション  –  編集盤『LOVE SCULPTURE II』（2000年）、「カーネーション sings はっぴいえんど EP」（2020年）
- やくしまるえつこ  –  トリビュート・カバーアルバム『風街であひませう』[web 1]（2015年）
- ヤング101　編集CD「ステージ101 GO! / ヤング101（Disc 5．出発の歌）」（2021年）歌：田中星児、宗台春男、藤島新、岸龍也

### 夏なんです
- 楠瀬誠志郎  –  オムニバス・アルバム『はっぴいえんどに捧ぐ』（1993年）
- 矢野顕子  –  アルバム『出前コンサート』（1994年）※ライブ録音
- 山弦  –  アルバム『INDIGO MUNCH』（1999年）※インストゥルメンタル
- キリンジ  –  トリビュート・カバーアルバム『HAPPY END PARADE』（2002年）
- カヨ  –  ソロアルバム『三つ編みヒロイン』（2004年）
- ヤック  –  アルバム『ヤック』（2011年）※日本盤ボーナス・トラック
- 加瀬亮  –  トリビュート・カバーアルバム『風街であひませう』（2015年）※完全限定生産盤スペシャルディスク『風街でよむ』に歌詞朗読を収録[web 2]。

### 抱きしめたい
- カーネーション  –  編集盤『LOVE SCULPTURE II』（2000年）、「カーネーション sings はっぴいえんど EP」（2020年）

### 空いろのくれよん
- 渡辺満里奈  –  オムニバス・アルバム『はっぴいえんどに捧ぐ』（1993年）
- 永山絢斗  –  トリビュート・カバーアルバム『風街であひませう』（2015年）※完全限定生産盤スペシャルディスク『風街でよむ』に歌詞朗読を収録[web 2]。

### あしたてんきになれ
- マキシマム  –  アルバム『マキシマムホット』（1975年）

### 颱風
- 布谷文夫  –  シングル「からのベッドのブルース」（1972年）、シングル「台風13号」（1973年）※ココナツ・バンクをバックに再カバー。
- 矢野顕子  –  アルバム『Welcome to Jupiter』（2015年）

### 愛餓を
- ピチカート・ファイヴ  –  アルバム『さ・え・ら ジャポン』（2006年）

## 使用

### 風をあつめて
- 詳細は「風をあつめて」を参照。

### あしたてんきになあれ

#### CM
- 宝島社「Smart」（1999年）

## 関連作品
- 『風街図鑑〜松本隆 作詞活動30周年記念』  –  作詞家活動30周年記念CD-BOX、「風をあつめて」「夏なんです」「あしたてんきになあれ」収録。